# Семенюк Марія Василівна
Марі́я Васи́лівна Семеню́к (* 1984) — українська самбістка і дзюдоїстка, чемпіонка України з дзюдо, призерка літньої Універсіади-2003, чемпіонка і призерка чемпіонатів Європи та світу з самбо.

## Життєпис
Народилася 1984 року. 2000-го здобула срібну медаль на чемпіонаті Європи з дзюдо серед кадетів.
Переможниця Чемпіонату Європи з самбо-2002 (Кунео) — вагова категорія до 72 кг.
На Чемпіонаті світу з самбо-2003 здобула золото (Санкт-Петербург) — вагова категорія до 80 кг. На Літній Універсіаді-2003 (Тегу) — бронзова нагорода.
Переможниця Чемпіонату світу з самбо -2004 (Кишинів) — вагова категорія до 80 кг.
Бронзова призерка Чемпіонату Європи з самбо-2005 (Москва) — вагова категорія до 80 кг.
Бронзова призерка Чемпіонату світу з самбо-2006 (Софія) — вагова категорія до 68 кг.
Здобула срібну нагороду Чемпіонату світу з самбо-2007 (Прага) — вагова категорія до 68 кг. Того ж року на Чемпіонаті Європи з самбо здобула срібло (Правец) — вагова категорія до 68 кг. Того ж року стала срібною призеркою III Українських спортивних ігор (дзюдо).
Бронзова призерка Чемпіонату світу з самбо-2010 (Ташкент) — вагова категорія до 68 кг.
Закінчила Тернопільський національний економічний університет (нині Західноукраїнський національний університет).